# Morten Kristiansen
Morten Kristiansen (11 luglio 1963) è un ex calciatore norvegese, di ruolo centrocampista.

## Carriera

### Giocatore

#### Club
Kristiansen giocò nello Jerv, prima di passare all'Aalesund. Dopo un biennio in squadra, si trasferì al Molde. Debuttò nella 1. divisjon in data 30 aprile 1989, quando fu titolare nella sconfitta per 1-0 sul campo del Kongsvinger. Il 25 giugno successivo arrivò la prima rete, nella vittoria per 1-2 in casa del Sogndal. Rimase in forza al Molde fino al 1993.

### Allenatore
Dal 1996 al 1998, fu allenatore del Træff.